# Marcel Schneider (Golfspieler)
Marcel Schneider (* 6. Februar 1990 in Bietigheim-Bissingen) ist ein deutscher Golfprofi, der 2018 erstmals auf der European Tour spielt.

## Laufbahn

### Anfänge und Jugendbereich
Schneider wuchs in Pleidelsheim auf und kam 1999 während eines Familienurlaubs in Zell am See im Alter von 9 Jahren zum Golfsport. Nach ersten Anfängen auf dem Pleidelsheimer Fußballplatz, trat er 2000 dem Golfclub Schloss Monrepos in Ludwigsburg bei.
Bereits als Jugendspieler machte Schneider auf sich aufmerksam, gehört seit 2006 zum Nationalkader des Deutschen Golf-Verbandes und erhielt 2007 als Amateur seine erste Einladung zum Profiturnier der Postbank Challenge in Mülheim an der Ruhr. Seinen ersten großen Erfolg feierte Schneider 2008, als er sich den Titel des Deutschen Jugendmeisters (U18) sicherte.

### Amateurkarriere
Als Amateur verbesserte sich Schneider stetig und feierte weitere Erfolge. 2012 gewann er die Australien Amateur Championship, das drittgrößte Amateurturnier der Welt. Im selben Jahr sicherte er sich bei der Team-Europameisterschaft mit dem Golfteam Germany die Bronzemedaille. Am Ende des Jahres 2012 stand Schneider auf Platz 6 der Amateur-Weltrangliste und entschied sich zur Saison 2013 Profi zu werden.

### Profikarriere
In seinem ersten Jahr als Profi spielte Schneider 2013 auf der Pro Golf Tour und landete dort am Ende auf dem 14. Rang.
2013 und 2014 wurde er jeweils Deutscher Vizemeister bei den Profis.
Auf der Pro Golf Tour 2014 feierte er bei den Open Mogador in Marokko seinen ersten Turniersieg als Profi. Nach einem weiteren Sieg bei den Open Madaef sowie sechs weiteren Top-5-Platzierungen, sicherte er sich den Gesamtsieg der Pro Golf Tour 2014 und spielte ab 2015 auf der Challenge Tour.
In seiner ersten Saison auf der Challenge Tour zählten der 2. Platz bei den Gant-Open in Finnland sowie der 5. Platz bei den Aegeant Open zu seinen größten Erfolgen. Als Sieger der Pro Golf Tour 2014 wurde Schneider in der Saison 2015 mehrmals zur European Tour eingeladen. Sein bestes Ergebnis war dabei ein 9. Platz bei den Trophee Hassan II in Marokko. Außerdem spielte er bei den BMW International Open und den Czech Open.
2016 sicherte sich Schneider den Deutschen Meistertitel.
In der Saison 2017 sicherte er sich als 25. der Qualifying School sein Ticket für die European Tour 2018.
Schneider lebt in Bietigheim-Bissingen. Er wird von Tony Lloyd (Kurzspiel) und Richard Fries (Technik) trainiert.